# Эшбур
Эшбур (фр. Eschbourg) — коммуна на северо-востоке Франции в регионе Гранд-Эст (бывший Эльзас — Шампань — Арденны — Лотарингия), департамент Нижний Рейн, округ Саверн, кантон Ингвиллер. До марта 2015 года коммуна административно входила в состав упразднённого кантона Ла-Птит-Пьер (округ Саверн).
Площадь коммуны — 14,05 км², население — 484 человека (2006) с тенденцией к стабилизации: 500 человек (2013), плотность населения — 35,6 чел/км².

## Население
Население коммуны в 2011 году составляло 501 человек, в 2012 году — 501 человек, а в 2013-м — 500 человек.
| 1962 | 1968 | 1975 | 1982 | 1990 | 1999 | 2006 | 2008 | 2011 | 2012 | 2013 |
| ---- | ---- | ---- | ---- | ---- | ---- | ---- | ---- | ---- | ---- | ---- |
| 685  | 686  | 626  | 574  | 522  | 499  | 484  | 479  | 501  | 501  | 500  |

Динамика населения:

## Экономика
В 2010 году из 300 человек трудоспособного возраста (от 15 до 64 лет) 222 были экономически активными, 78 — неактивными (показатель активности 74,0 %, в 1999 году — 64,5 %). Из 222 активных трудоспособных жителей работали 201 человек (115 мужчин и 86 женщин), 21 числились безработными (13 мужчин и 8 женщин). Среди 78 трудоспособных неактивных граждан 21 были учениками либо студентами, 30 — пенсионерами, а ещё 27 — были неактивны в силу других причин.

## Достопримечательности (фотогалерея)

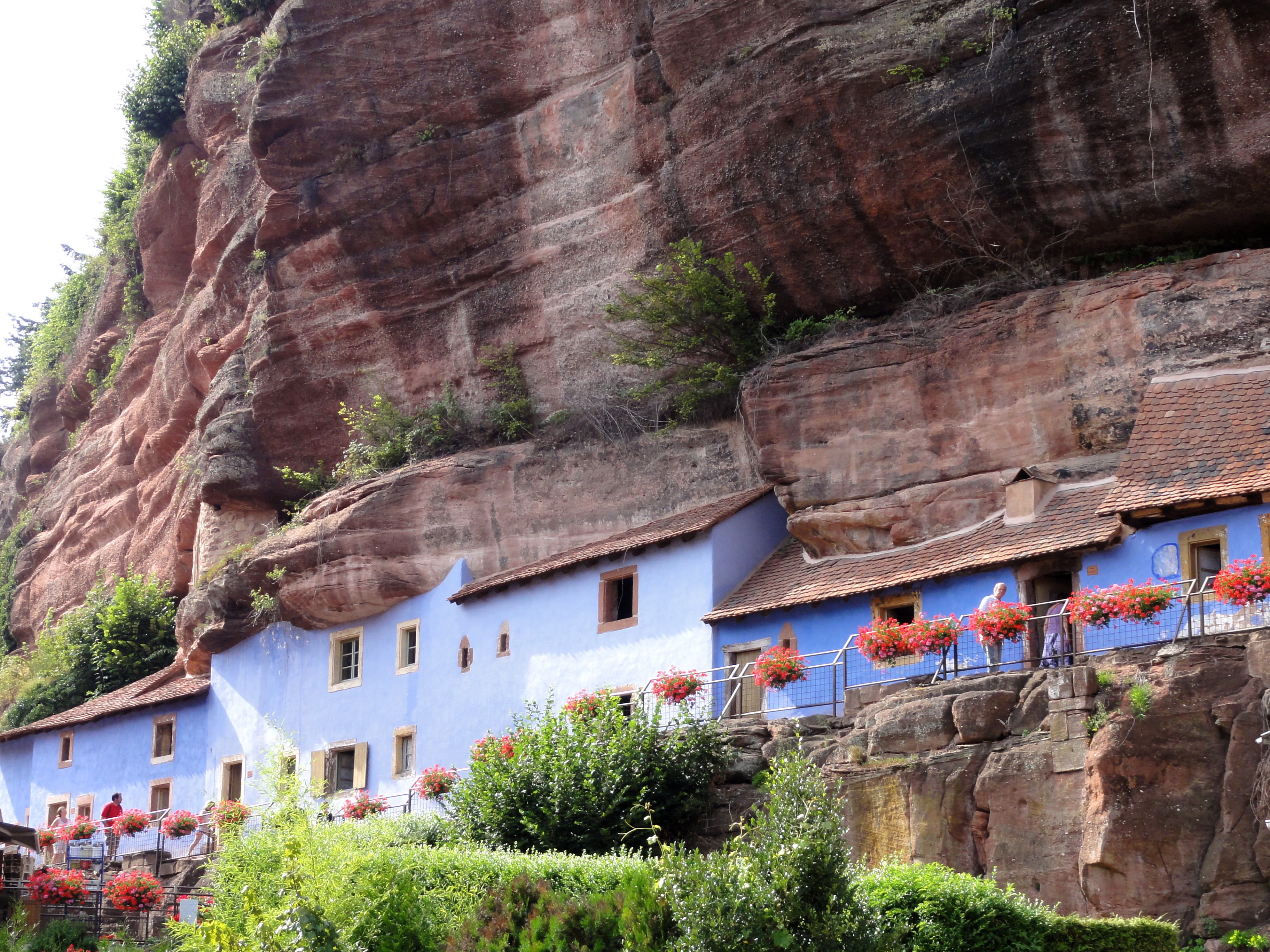
Грофталь
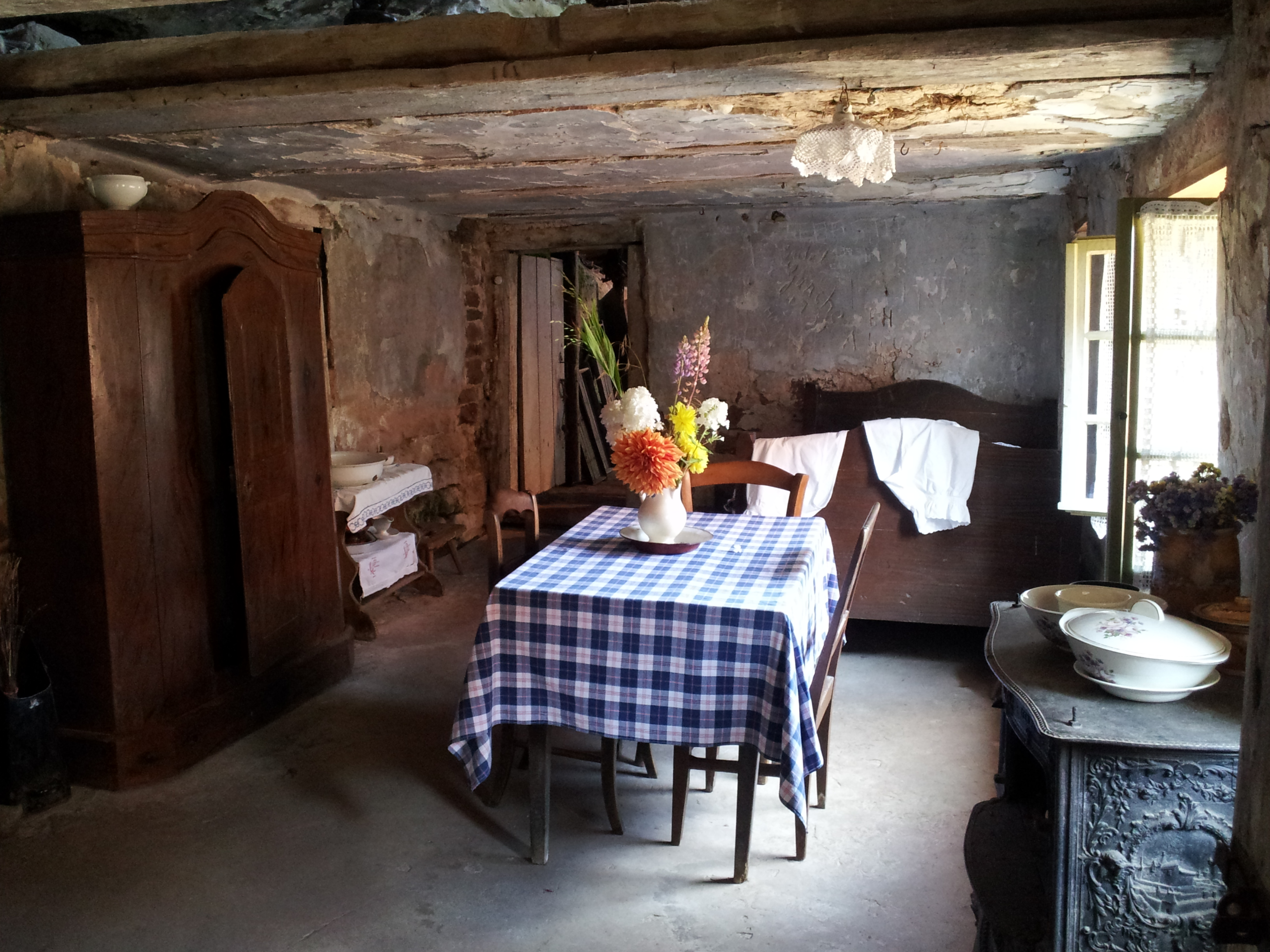
Грофталь (интерьер)
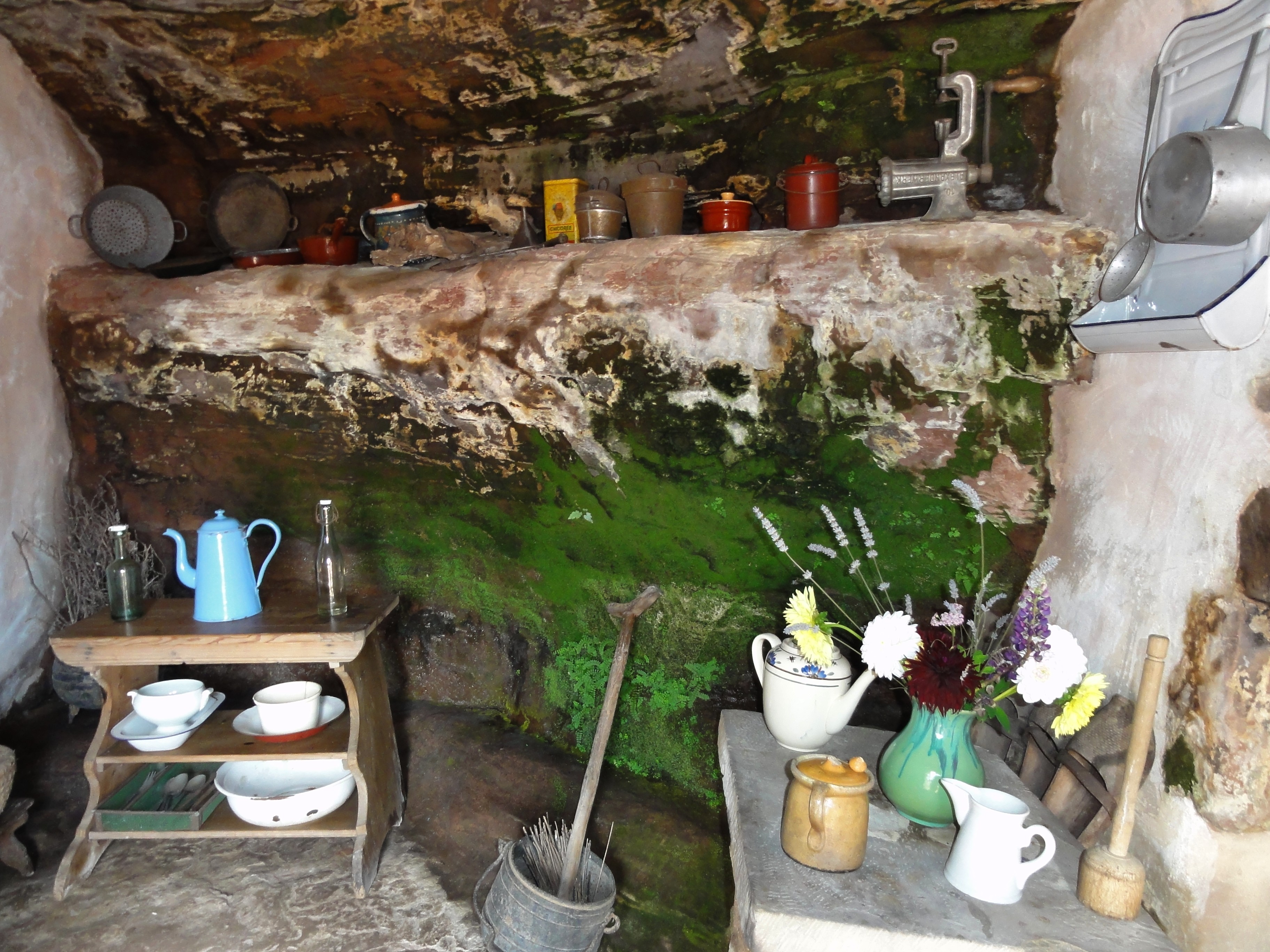
Грофталь (интерьер)
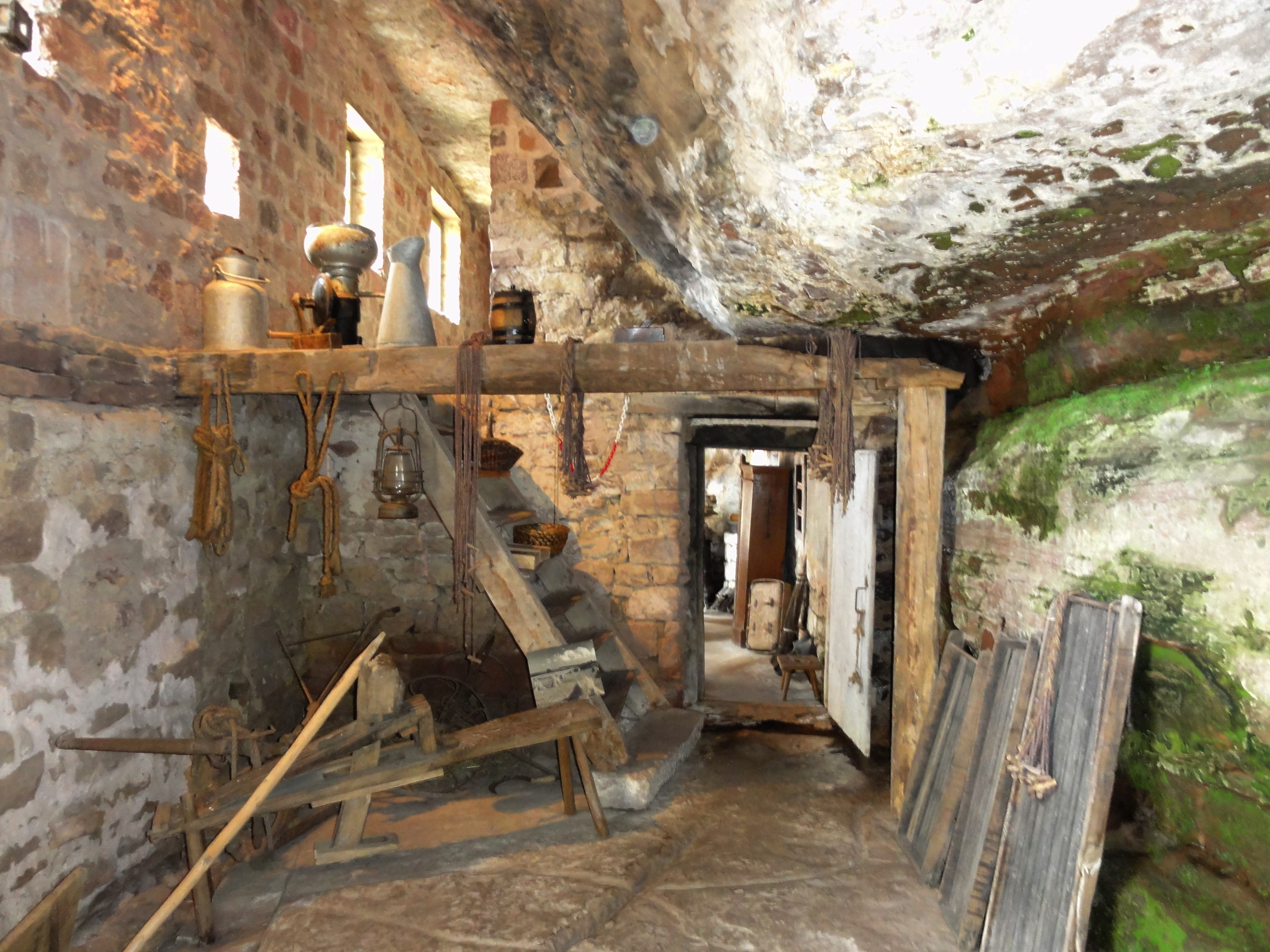
Грофталь (хоз. двор)